# Senegal na Letnich Igrzyskach Olimpijskich 2024
Senegal na Letnich Igrzyskach Olimpijskich 2024 reprezentowało 11 zawodników (7 mężczyzn i 4 kobiety). Był to 16 start reprezentacji Senegalu na letnich igrzyskach olimpijskich

## Skład kadry

### Judo
| Mbagnick Ndiaye | + 100 kg | Bubacar Mane W 10-00 | Guram Tushishvili P 00-10 | NQ | NQ | NQ | NQ |

### Kajakarstwo
Kajakarstwo klasyczne
| Zawodnik   | Konkurencja   | Eliminacje | Eliminacje | Ćwierćfinały | Ćwierćfinały | Półfinały | Półfinały | Finał A/B | Finał A/B | Pozycja | Źródło |
| Zawodnik   | Konkurencja   | Czas       | Pozycja    | Czas         | Pozycja      | Czas      | Pozycja   | Czas      | Pozycja   | Pozycja | Źródło |
| ---------- | ------------- | ---------- | ---------- | ------------ | ------------ | --------- | --------- | --------- | --------- | ------- | ------ |
| Combe Seck | C-1 200 m (k) | 54,76      | 7.         | 53,82        | 7.           | NQ        | NQ        | NQ        | NQ        |         | [ 2 ]  |

Kajakarstwo górskie
| Zawodnik     | Konkurencja    | Eliminacje | Eliminacje | Eliminacje | Eliminacje | Eliminacje | Eliminacje | Półfinały | Półfinały | Finał  | Finał   | Pozycja | Źródło |
| Zawodnik     | Konkurencja    | P 1        | M.         | P 2        | M.         | Razem      | M.         | Czas      | Miejsce   | Czas   | Miejsce | Pozycja | Źródło |
| ------------ | -------------- | ---------- | ---------- | ---------- | ---------- | ---------- | ---------- | --------- | --------- | ------ | ------- | ------- | ------ |
| Yves Bourhis | Slalom K-1 (m) | 150,11     | 24.        | 97,85      | 18.        | 97,85      | 22.        | NQ        | NQ        | NQ     | NQ      |         | [ 3 ]  |
| Yves Bourhis | Slalom C-1 (m) | 94,68      | 9.         | 92,14      | 2.         | 94,16      | 5.         | 99,51     | 9.        | 145,78 | 12.     |         | [ 4 ]  |

### Lekkoatletyka

#### Konkurencje biegowe
| Zawodnik             | Konkurencja        | Eliminacje | Eliminacje | Repasaże | Repasaże | Półfinał | Półfinał | Finał | Finał   | Pozycja | Źródło |
| Zawodnik             | Konkurencja        | Wynik      | Miejsce    | Wynik    | Miejsce  | Wynik    | Miejsce  | Wynik | Miejsce | Pozycja | Źródło |
| -------------------- | ------------------ | ---------- | ---------- | -------- | -------- | -------- | -------- | ----- | ------- | ------- | ------ |
| Cheikh Tidiane Diouf | 400 m (m)          | 45,59      | 5.         | 45,03    | 2.       | 44,94    | 6.       | NQ    | NQ      |         |        |
| Louis François Mendy | 110 m przez płotki | 13,31      | 1.         | NQ       | NQ       | 13,34    | 3.       | NQ    | NQ      |         |        |

#### Konkurencje techniczne
| Zawodnik  | Konkurencja  | Kwalifikacje | Kwalifikacje | Finał | Finał   | Źródło |
| Zawodnik  | Konkurencja  | Wynik        | Miejsce      | Wynik | Miejsce | Źródło |
| --------- | ------------ | ------------ | ------------ | ----- | ------- | ------ |
| Saly Sarr | Trójskok (k) | 13,96        | 17.          | NQ    | NQ      |        |

### Pływanie
| Zawodnik      | Konkurencja              | Eliminacje | Eliminacje | Półfinał | Półfinał | Finał | Finał | Źródło |
| Zawodnik      | Konkurencja              | Czas       | Poz.       | Czas     | Poz.     | Czas  | Poz.  | Źródło |
| ------------- | ------------------------ | ---------- | ---------- | -------- | -------- | ----- | ----- | ------ |
| Matthieu Seye | 100 m st. dowolnym (m)   | 50,84      | 51.        | NQ       | NQ       | NQ    | NQ    | [ 5 ]  |
| Oumy Diop     | 100 m st. motylkowym (k) | 1:01,82    | 27.        | NQ       | NQ       | NQ    | NQ    | [ 6 ]  |

### Szermierka
| Zawodnik            | Konkurencja              | 1/64 finału         | 1/32 finału      | 1/16 finału      | Ćwierćfinały     | Półfinały        | Finał/o 3. miejsce | Finał/o 3. miejsce | Źródło |
| Zawodnik            | Konkurencja              | Przeciwnik Wynik    | Przeciwnik Wynik | Przeciwnik Wynik | Przeciwnik Wynik | Przeciwnik Wynik | Przeciwnik Wynik   | Pozycja            | Źródło |
| ------------------- | ------------------------ | ------------------- | ---------------- | ---------------- | ---------------- | ---------------- | ------------------ | ------------------ | ------ |
| Ndèye Binta Diongue | szpada indywidualnie (k) | Aya Hussein P 14-15 | NQ               | NQ               | NQ               | NQ               | NQ                 | NQ                 |        |

### Taekwondo
| Zawodnik    | Konkurencja | Eliminacje               | 1/16 finału      | 1/8 finału       | Ćwierćfinały     | Półfinały        | Finał            | Finał   | Źródło |
| Zawodnik    | Konkurencja | Przeciwnik Wynik         | Przeciwnik Wynik | Przeciwnik Wynik | Przeciwnik Wynik | Przeciwnik Wynik | Przeciwnik Wynik | Pozycja | Źródło |
| ----------- | ----------- | ------------------------ | ---------------- | ---------------- | ---------------- | ---------------- | ---------------- | ------- | ------ |
| Boucar Diop | - 58 kg (m) | Korneev P 0-2 (3-6, 0-5) | NQ               | NQ               | NQ               | NQ               | NQ               | NQ      |        |

### Tenis stołowy
| Zawodnik      | Konkurencja | Eliminacje       | 1/32 finału      | 1/16 finału      | 1/8 finału       | Ćwierćfinały     | Półfinały        | Finał            | Finał   | Źródło |
| Zawodnik      | Konkurencja | Przeciwnik Wynik | Przeciwnik Wynik | Przeciwnik Wynik | Przeciwnik Wynik | Przeciwnik Wynik | Przeciwnik Wynik | Przeciwnik Wynik | Pozycja | Źródło |
| ------------- | ----------- | ---------------- | ---------------- | ---------------- | ---------------- | ---------------- | ---------------- | ---------------- | ------- | ------ |
| Ibrahima Diaw | Singel (m)  | Shrestha W 4-0   | Wong P 3-4       | NQ               | NQ               | NQ               | NQ               | NQ               | NQ      | [ 7 ]  |